# Phyllachora pernettyae
Phyllachora pernettyae är en svampart som beskrevs av Syd. 1939. Phyllachora pernettyae ingår i släktet Phyllachora och familjen Phyllachoraceae.   Inga underarter finns listade i Catalogue of Life.